# 富津館山道路

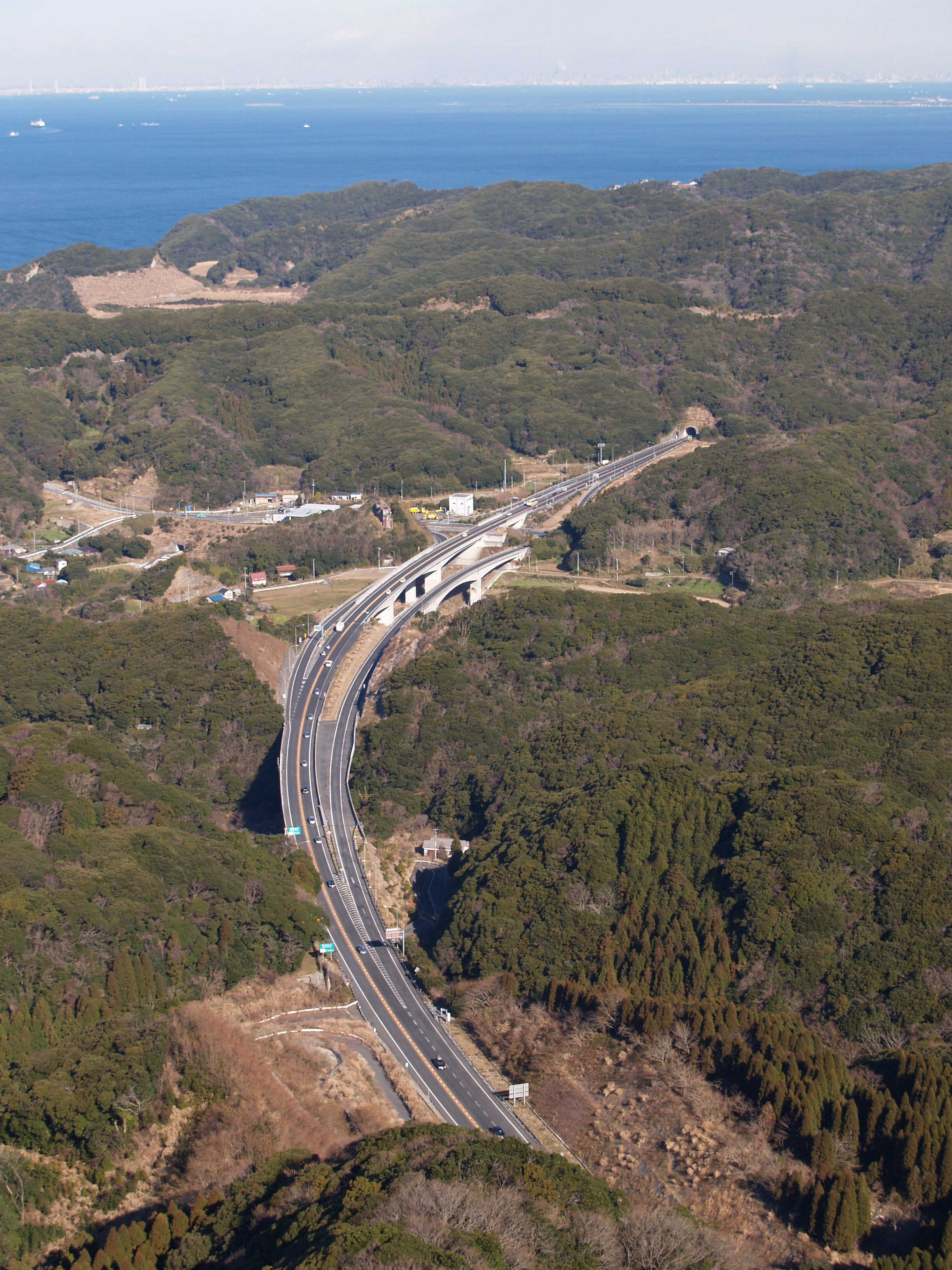
富津金谷交流道附近（2010年2月）

富津館山道路（日语：／ Futtsu-Tateyama dōro */?）是一條由東日本高速道路管理的快速道路（自動車専用道路），為連接千葉縣富津市與同縣南房總市的國道127號繞道。
北側與館山自動車道，南側則與國道127號館山繞道連接。本道路擔任國土開發幹線自動車道之東關東自動車道館山線的預定路線區間補完角色，分類為高速自動車國道並行一般國道快速道路。
雖名為富津館山道路，但是路線並未進入館山市。

## 概要
- 起點 : 千葉縣富津市竹岡
- 終點 : 千葉縣南房總市富浦町深名
- 全長 : 20.4公里
- 規格 : 第1種第3級
- 設計速度 : 80km/h
- 最高速度：70km/h
- 車道幅員 : 3.5m
- 道路幅員 : 9m-11m
- 車道數 : 2車道
- 償還完畢預定時程 : 2050年8月15日

通車當時，包含交流道附近的全區間皆為暫定2車道。為使行駛本道路之車輛可超車，2008年4月24日完成富山停車區前後路段4車道化拓寬工程。
非ETC折扣制度的對象道路，但是從2007年8月20日開始導入社會實驗之通勤折扣與深夜折扣。社會實驗在2009年3月19日結束，但是根據生活對策，自2009年3月28日開始導入高速自動車國道等假日特別折扣和一般收費道路等時間帶折扣。

### 通過市町村
- 千葉縣富津市 - 安房郡鋸南町 - 南房總市

## 交流道
- 交流道編號欄背景色為■者表示其為已通車區間。此外，設施名欄背景色為■者表示部分未通車區間與未啟用設施。未啟用之設施皆為暫稱。
- BS(巴士站)記號為○/●者表示為運用中，◆表示為休息中設施。無記號者未設巴士站。

| 交流道編號            | 設施名                      | 連接路線名                  | 距起點里程 (km) | 巴士站 | 備考                                                      | 所在地   |
| --------------------- | --------------------------- | --------------------------- | --------------- | ------ | --------------------------------------------------------- | -------- |
| 館山自動車道 千葉方向 |                             |                             |                 |        |                                                           |          |
| 20                    | 富津竹岡交流道              | 千葉縣道91號竹岡交流道線    | 87.1            |        |                                                           | 富津市   |
| 21                    | 富津金谷交流道              | 千葉縣道237號濱金谷停車場線 | 91.2            |        |                                                           | 富津市   |
| 22                    | 鋸南保田交流道              | 千葉縣道34號鴨川保田線      | 94.8            |        |                                                           | 鋸南町   |
| 23                    | 鋸南富山交流道              | 千葉縣道184號外野勝山線     | 98.1            |        |                                                           | 鋸南町   |
| -                     | 富山停車區 富樂里富山道之驛 | -                           | 101             | ○      | 僅高速公路綠洲營業中 「富山停車區」部分預定於2017年度開幕 | 南房總市 |
| 24                    | 富浦交流道                  | 國道127號                   | 106.3           |        |                                                           | 南房總市 |
| 館山繞道 館山方向     |                             |                             |                 |        |                                                           |          |

- 交流道編號與里程碑是從京葉道路連續計算。

## 歷史
- 1999年3月27日 : 富津竹岡交流道~鋸南富山交流道開通。
- 2004年5月29日 : 鋸南富山交流道~富浦交流道開通。
- 2008年4月24日 : 富山停車區前後路段間拓寬為4車道。

## 交通量
24小時交通量（台）　道路交通調查
| 區間                            | 平成17（2005）年度 | 平成22（2010）年度 |
| ------------------------------- | ------------------ | ------------------ |
| 富津竹岡交流道 - 富津金谷交流道 | 4,855              | 9,151              |
| 富津金谷交流道 - 鋸南保田交流道 | 5,142              | 9,120              |
| 鋸南保田交流道 - 鋸南富山交流道 | 4,970              | 8,440              |
| 鋸南富山交流道 - 富浦交流道     | 4,480              | 7,496              |

（來源：「平成22年度道路交通調查（页面存档备份，存于）」，自國土交通省網頁摘取部分資料作成）
總交通量（2009年（平成21年）度）
- 1日平均 : 13,842台

通行費收入（2009年（平成21年）度）
- 1日平均 : 3,989,000圓

## 來源
1. ↑  高速道路利便施設の連結に関する情報提供（東日本高速道路株式会社管理分）PDF(PDF) （日本高速道路保有・債務返済機構、2013年12月17日現在、2014年1月2日閲覧）

## 關連項目
- 高速自動車國道並行一般國道快速道路
- 關東地方道路列表
- 館山繞道（日语：館山バイパス）
- 千葉縣道88號富津館山線（日语：千葉県道88号富津館山線）

## 外部連結
- 獨立行政法人 日本高速道路保有・債務返還機構（页面存档备份，存于）
- 東日本高速道路（页面存档备份，存于）